# Bruno Coulais
Bruno Coulais (* 13. ledna 1954 Paříž) je francouzský hudební skladatel, známý především díky své filmové hudbě k mnoha francouzským filmům, minisériím a televizním seriálům, za kterou obdržel několik Césarů a dalších cen.

## Život a dílo
Narodil se v Paříži, odkud pochází také jeho matka, jeho otec pochází z Vendée. Jako mladý se učil hře na housle a klavír a připravoval se na dráhu skladatele současné klasické hudby, postupně se ale jeho pozornost přeorientovala na filmovou hudbu.
Na konci 70. let byl osloven režisérem Françoisem Reichenbachem k vytvoření hudby k jeho krátkometrážnímu dokumentárnímu filmu México mágico, pak zkomponoval první soundtracky pro režiséra Jacquesa Davilu. Během osmdesátých a devadesátých let pracoval zejména na hudbě pro různé televizní filmy, například režisérů Gérarda Marxe nebo Laurenta Heynemanna. V tomto období vytvořil například hudbu k filmům Le petit prince a dit (1992) nebo Le Fils du requin (1993).
V roce 1994 začal spolupracovat s televizním producentem Josée Dayanem, se kterým pak v následujících letech společně vytvořili několik televizních minisérií, filmů a seriálů, například La Rivière Espérance (1995), Hrabě Monte Cristo (1998), Balzac (1999) nebo Prokletí králové (2005).
Velkým zlomem v jeho kariéře byla spolupráce s režiséry Marie Pérennouem a Claudem Nurisdanym na filmu Mikrokosmos v roce 1996, jehož významnou část tvoří právě filmová hudba. Film byl mimořádně úspěšný, Coulais za něj získal Césara a ocenění Victoires de la Musique a současně se stal jedním z nejžádanějších tvůrců filmové hudby ve Francii. Za film Himalaya - Karavana (1999) získal svého dalšího Césara. Dále vytvořil například hudbu k filmům Purpurové řeky (2000) a ke komerčně úspěšným blockbusterům z francouzské produkce Belphegor: Fantom Louvru (2001) a Fantom Paříže (2001).
Po vytvoření hudby k filmu Ptačí svět (2001) oznámil, že se bude méně věnovat filmové hudbě a spíš se chce soustředit na jiné projekty, například vytvoření opery pro děti a spolupráci s francouzským rapperem Akhenatonem a jeho skupinou IAM nebo korsickým seskupením A Filetta, se kterým se už setkal při práci na filmu Don Juan z roku 1998.
V roce 2004 vytvořil hudbu k filmu Slavíci v kleci, která se dočkala uznání, stala se mezinárodně známou a vynesla mu ocenění v podobě jeho třetího Césara. Nicméně, od té doby spolupracuje téměř výlučně pouze s režiséry, se kterými se už pracovně setkal v minulosti, například Jacquesem Perrinem, Frédéricem Schoendoerfferem nebo Jamesem Huthem. V roce 2009 získal americkou cenu Annie za hudbu k filmu Coraline a v tomto roce vytvořil rovněž (společně s irskou folkovou formací Kíla) hudbu k animovanému filmu Brendan a tajemství Kellsu.
Jeho hudební styl se v rámci jednotlivých projektů různí, ale jisté znaky zůstávají stejné, jako například příklon k opeře a lidskému hlasu, styl world music a míchání různích hudebních kultur.
Je otcem tří dětí, Huga, Louise a Sofie.

## Skladatelská filmografie (výběr)

### Celovečerní filmy
- 1992 : Návrat Casanovy (Le Retour de Casanova), režie Edouard Niermans
- 1995 : Čas (Waati), režie Souleymane Cissé
- 1998 : Déjà mort (Déjà mort), režie Olivier Dahan
- 1998 : Don Juan (Don Juan), režie Jacques Weber
- 1998 : Serial Lover: Vraždí z lásky (Serial Lover), režie James Huth
- 1999 : Himalaya - Karavana (Himalaya - l'enfance d'un chef), režie Eric Valli
- 1999 : Rozvrat (La Débandade), režie Claude Berri
- 1999 : Tchyně (Belle maman), režie Gabriel Aghion
- 2000 : Harrisonovy květy (Harrison's Flowers), režie Elie Chouraqui
- 2000 : Libertin (Le Libertin), režie Gabriel Aghion
- 2000 : Místa zločinu (Scènes de crimes), režie Frédéric Schoendoerffer
- 2000 : Purpurové řeky (Les Rivières pourpres), režie Mathieu Kassovitz
- 2000 : Vem si mě (Épouse-moi), režie Harriet Marin
- 2001 : Belphegor: Fantom Louvru (Belphégor - Le fantôme du Louvre), režie Jean-Paul Salomé
- 2001 : Fantom Paříže (Vidocq), režie Jean-Christophe Pitof
- 2002 : Dítě, které se chtělo stát medvědem (Drengen der ville gøre det umulige), režie Jannik Hastrup
- 2004 : Slavíci v kleci (Les Choristes), režie Christophe Barratier
- 2004 : Tajní agenti (Agents secrets), režie Frédéric Schoendoerffer
- 2005 : Brice de Nice (Brice de Nice), režie James Huth
- 2005 : Jak sbalit super kost (Je préfère qu'on reste amis), režie Olivier Nakache a Eric Toledano
- 2007 : Druhý dech (Le Deuxième souffle), režie Alain Corneau
- 2007 : Gangsteři (Truands), režie Frédéric Schoendoerffer
- 2007 : Hellphone (Hellphone), režie James Huth
- 2007 : Ulzhan (Ulzhan - Das vergessene Licht), režie Volker Schlöndorff
- 2008 : Agathe Cléryová (Agathe Cléry), režie Étienne Chatiliez
- 2008 : MR 73 (MR73), režie Olivier Marchal
- 2008 : Síla odvahy (Les Femmes de l'ombre), režie Jean-Paul Salomé
- 2009 : Brendan a tajemství Kellsu (The Secret of Kells), režie Tomm Moore a Nora Twomey
- 2009 : Koralína a svět za tajnými dveřmi (Coraline), režie Henry Selick
- 2009 : Rychlejší než vlastní stín (Lucky Luke), režie James Huth
- 2009 : Villa Amalia (Villa Amalia), režie Benoît Jacquot
- 2010 : Chameleon (The Chameleon), režie Jean-Paul Salomé
- 2011 : Výměna (Switch), režie Frédéric Schoendoerffer
- 2012 : Ludvík II. Bavorský (Ludwig II), režie Marie Noelle a Peter Sehr
- 2012 : Po stopách Marsupilamiho (Sur la piste du Marsupilami), režie Alain Chabat
- 2012 : Sbohem, královno (Les Adieux à la reine), režie Benoît Jacquot

### Televize
- 1993 : Alice Neversová (Alice Nevers, le juge est une femme), televizní seriál, víc režisérů
- 1993 : Nebezpečný let (Flight from Justice), televizní film, režie Don Kent
- 1998 : Hrabě Monte Cristo (Le Comte de Monte Cristo), televizní film, režie Josée Dayan
- 1999 : Balzac (Balzac), televizní film, režie Josée Dayan
- 1999 : Dívka z ciziny (Das Mädchen aus der Fremde), televizní film, režie Peter Reichenbach
- 2001 : Zaidina pomsta (Zaïde, un petit air de vengeance), televizní film, režie Josée Dayan
- 2004 : Milady (Milady), televizní film, režie Josée Dayan
- 2005 : Někdy v dubnu (Sometimes in April), televizní film, režie Raoul Peck
- 2005 : Prokletí králové (Les Rois maudits), televizní seriál, režie Josée Dayan
- 2006 : Nevyjasněné úmrtí (L'Affaire Villemin), televizní seriál, režie Raoul Peck
- 2017 : Aurore, televizní seriál, režie Laetitia Massonová

## Ocenění

### César
Ocenění
- 1997: César pro nejlepší filmovou hudbu za film Mikrokosmos
- 2000: César pro nejlepší filmovou hudbu za film Himaláj – Karavana
- 2005: César pro nejlepší filmovou hudbu za film Slavíci v kleci

Nominace
- 2001: César pro nejlepší filmovou hudbu za film Purpurové řeky
- 2002: César pro nejlepší filmovou hudbu za film Ptačí svět
- 2011: César pro nejlepší filmovou hudbu za film Oceány
- 2013: César pro nejlepší filmovou hudbu za film Sbohem, královno

### Jiná ocenění
- 1997: cena Victoire de la musique za film Mikrokosmos
- 2004: Evropská filmová cena za film Slavíci v kleci
- 2005: cena Victoire de la musique za film Slavíci v kleci
- 2005: cena Étoile d'or du cinéma français za film Slavíci v kleci
- 2010: cena Annie za film Coraline